# Butzen (Metallurgie)

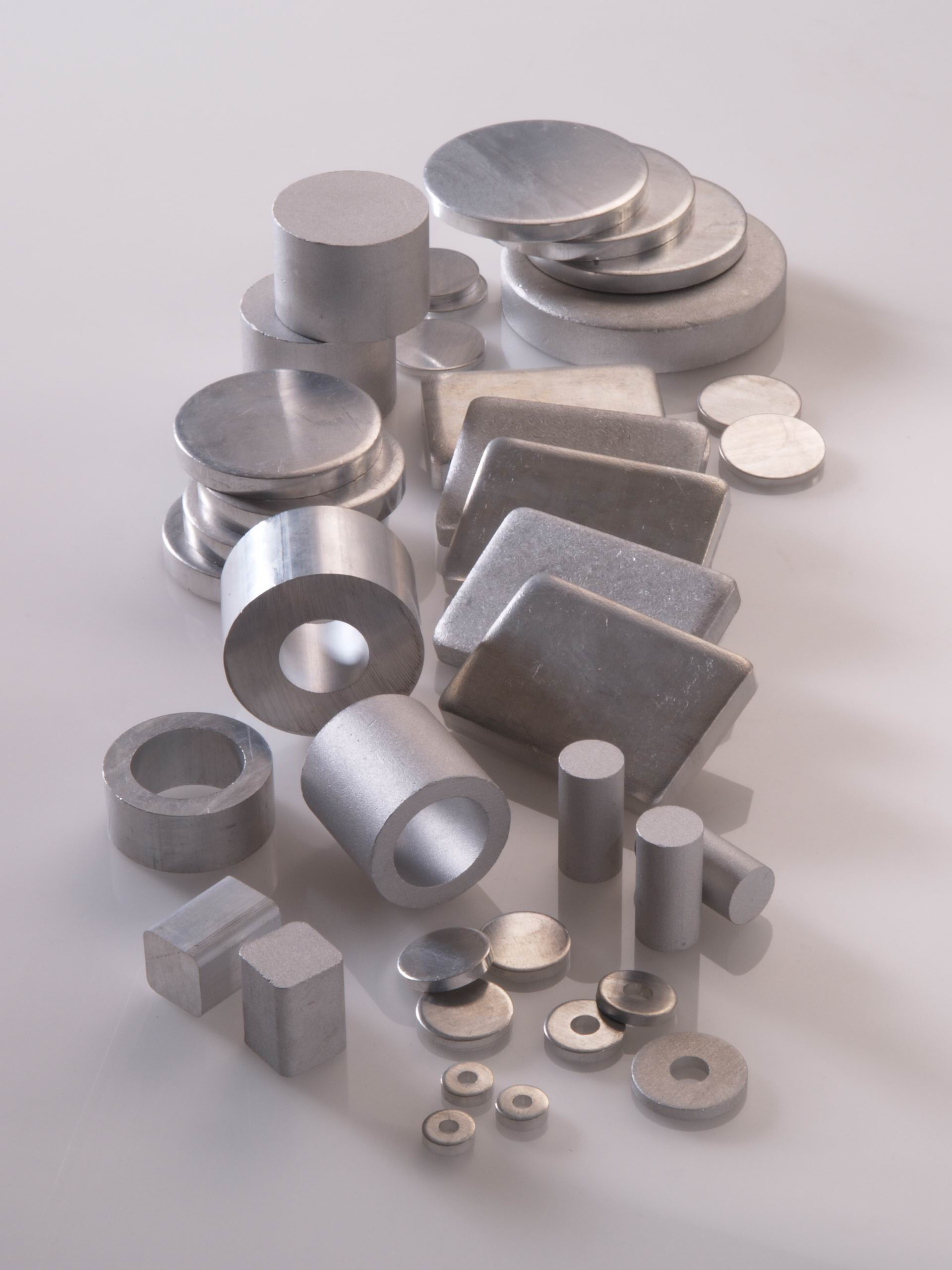
Verschiedene Aluminiumbutzen

Ein Butzen (englisch slug) wird vorwiegend aus Aluminium gefertigt und ist das Basismaterial für die Verpackungsindustrie, die sie zu Tuben, Spraydosen, Hülsen, Flaschen und ähnlichem verarbeitet. Als technische Fließpressteile werden Butzen zu Komponenten für Filter, Benzinpumpengehäuse, Druckbehälter, ABS-Systeme etc. genutzt. Wie schon bei den Strangpressprofilen sind die Einsatzmöglichkeiten dieses Halbzeugs außerordentlich vielfältig.
Meist werden Butzen in Reinaluminium (99,5 bis 99,7 %) gestanzt oder aus Stangen gesägt. Für Fließpressteile werden zum Teil auch Aluminiumlegierungen mit Silizium und Magnesium eingesetzt.

## Nachweis
1. ↑  Horst Häusler: Die Aluminiumindustrie – prägende industrielle Kraft der Gemeinde Wutöschingen in: Wutöschingen – einst und heute. Das Lesebuch, 2006. S. 235, Anm. 6.